# Ціанін
Ціані́н (від грец. ϰυανός — синій; 1,1'-диізоаміл-4,4'-ціанін йодид) — органічна сполука, основний метиновий барвник з хімічною формулою {\displaystyle {\ce {C29H35NI2}}}. Синтезував 1856 року Чарльз Гревіль Вільямс. Став першим синтетичним представником класу метинових барвників, від назви якого походить історично назва «ціанінові барвники», що стосується підгрупи, представники якої містять ароматичні гетероцикли. Мав, але швидко втратив застосування у фарбувальній промисловості та фотографії, як і раніше використовується в біології та аналітичній хімії.
Синоніми: ціанін Вільямса, хіноліновий синій, ціаніновий синій, C.I. 806.

## Історія
Ціанін уперше отримав Гревіль Вільямс 1856 року, працюючи в університеті Глазго. Він виявив, що солі хіноліну здатні давати яскраві кольори при обробці їх оксидом срібла. Він продовжив досліди з іншими хінолінами, добутими дистиляцією з різних джерел — вугілля, бітуму, кістяної олії, цинхоніну і з'ясував, що найцікавішими є продукти обробки хінолінів цинхоніну йодистим амілом, які потім нагрівалися з аміаком, оскільки, на його думку, вони давали «величний синій колір». Усвідомлюючи, що основа хіноліну, з яким він працює, забруднена і намагаючись поліпшити його різними методами очищення, в результаті прийшов до остаточної методики отримання найчистішого кольору — обробки хінолінової солі поташем, яка й давала ціанін.
Ціанін намагалися застосовувати у фарбувальній промисловості, проте його низька світломіцність призводила до знебарвлення забарвленої матерії на сонці лише за кілька годин. Щоб усунути цей суттєвий недолік, оголосили премію, яка залишилася незапитаною, — номінанту пропонувалася золота медаль і 10 000 франків за доробки, що дозволили б зробити ціанін стійким до сонячних променів.
1861 року Шнітцер, працюючи з хіноліном, отриманим із кам'яновугільної смоли, опублікував працю, що містить докладні інструкції щодо отримання барвника, який він назвав «хіноліновий синій». Надалі з'ясувалося, що ця сполука і ціанін Вільямса є однією і тією ж речовиною.
1863 року зі суміші хінолінів виділили іншу основу, яку назвали лепідином. Незабаром після синтетичного отримання хіноліну 1880 року вдалося з'ясувати, що лепідин є 4-метилхіноліном і синтезувати також і це з'єднання. Після цього зроблено спробу отримати ціанін із синтетичних початкових реагентів, внаслідок якої 1883 року показано, що обробка за методикою Вільямса самого лише хіноліну не приводить до синтезу ціаніну і що для досягнення результату потрібно використовувати суміш хіноліну й лепідину.
Правильну хімічну структуру молекули ціаніну вперше запропонував 1906 року німецький хімік Ернст Кеніг.

## Фізичні та хімічні властивості
Має вигляд блискучих зелених кристалів. Легко розчинний в етанолі, розчинний у метанолі, аміловому спирті, ацетоні та хлороформі, мало розчинний у гарячій воді, майже нерозчинний у холодній воді та діетиловому етері. Температура плавлення — 100 °С, температура розкладання — 150 °С. Молярна маса — 538,51 г/моль.
Сенсибілізує фотографічні емульсії до оранжево-червоного діапазону спектра з максимумом 580—610 нм.
Зберігати реактив слід щільно закритим та захищеним від світла.

## Отримання
Отримують із суміші хіноліну і лепідину, обробляючи її на першій стадії йодистим ізоамілом, потім, на другій стадії — лугом.

## Застосування
Використовується в мікроскопії для фарбування жирів, кісткових шарів, здерев'янілих мембран. Придатний для прижиттєвого фарбування препаратів.
В аналітичній хімії як кислотно-основний індикатор з переходом у межах 7,0—8,0 pH від безбарвного до фіолетового.
У фотографії застосовувався як спектральний сенсибілізатор.